# Хомко Володимир Євгенович
Володимир Євгенович Хомко (нар. 1 серпня 1957, м. Рівне) — український політик, Рівненський міський голова (з 2008 по 2020). Позапартійний.

## Освіта
Закінчив восьмирічну школу № 2 та середню школу № 12 м. Рівне. З 1975 навчався в Українському інституті інженерів водного господарства, після закінчення якого до 1989 року працював асистентом та науковим співробітником цього ж навчального закладу.

## Кар'єра
З 1989 по 1991 рік інженер-будівельник на підприємствах м. Рівне. Надалі перейшов на роботу в «Рівнеоблводоканал», де пройшов шлях від начальника дільниці до головного інженера та першого заступника директора підприємства.
Протягом 2001–2002 років брав участь у програмі модернізації муніципального водопостачання в Україні, ініційованій Агенцією з міжнародного розвитку США.
У 2002 році був запрошений на посаду начальника управління Державного комітету України з питань житлово-комунального господарства. Брав участь у розробці законів України, постанов Кабінету Міністрів та інших нормативних актів у даній сфері. Вивчав досвід роботи комунальних підприємств Польщі, Німеччини, Данії та інших країн.
З березня 2005 року по грудень 2008 працював директором РОВКП ВКГ «Рівнеоблводоканал».
30 листопада 2008 р. обраний міським головою Рівного. 31 жовтня 2010 року повторно переобраний на посаду.
На місцевих виборах 2020 року Володимир Хомко заявив, що не буде балотуватися на четвертий термін [Архівовано 26 квітня 2021 у Wayback Machine.].

## Особисте життя
Вдівець, має двох доньок.